# Theodorus Beckeringh
Theodorus Beckeringh (gedoopt Groningen, 21 augustus 1712 – aldaar, 30 augustus 1790) was een Nederlands advocaat, cartograaf, rechter en regent.

## Leven en werk
Beckeringh werd geboren aan het Martinikerkhof in Groningen en werd gedoopt in de nabijgelegen Martinikerk. Hij was een zoon van de advocaat en secretaris voor de Hoge Justitiekamer van Stad en Lande Lambertus Beckeringh en Catharina Sipkens. Beckeringh groeide op in een gezin van vier kinderen, vier andere kinderen stierven op jonge leeftijd. Hij studeerde rechten aan de Universiteit van Groningen en promoveerde in 1738 tot meester in de rechten (Mr.) op een proefschrift over zeeworp (averij-grosse); het overboord zetten van de lading van een schip bij noodweer om daarmee bemanning en een deel van de lading te redden. In het jaar van zijn promotie werd hij aangesteld als advocaat bij de Hoge Justitiekamer en een jaar later als assessor van het Generaliteits Krijgsgericht. In de jaren erop komt hij diverse keren voor als plattelandsrechter in de Ommelanden en grietman in het Westerkwartier. Mogelijk zorgde het Pachtersoproer in 1748 ervoor dat Beckeringh een carrièreswitch maakte naar cartograaf: Als gevolg van dit oproer werd in 1749 zijn vader uit zijn ambt als advocaat gezet en werd ook het Krijgsgericht opgeheven. Wellicht vervulde Beckeringh echter ook daarna nog een juridische functie, daar verschillende kaarten die hij later maakte verband houden met rechtsgeschillen in de provincie Stad en Lande.

### Borgenkaart
Beckeringh is vooral bekend geworden als amateurcartograaf. Waarom hij hiermee begon is niet bekend. Tijdens een plezierreisje dat hij in 1740 maakte naar Kleef toonde hij met zijn schetskunsten wel aan enig tekentalent te bezitten en over een scherpe waarneming te beschikken. Vaardigheden die hij ook later bij het maken van kaarten goed kon gebruiken. Waarschijnlijk startte hij in 1748 met zijn levenswerk: Het maken van de eerste gedetailleerde kaart van de provincie Stad en Lande, die net als de 17e-eeuwse Coenderskaart omlijst zou worden door borgen. In 1767 werkte hij deze uit tot een handschriftkaart. In 1777 diende hij bij de Groninger Staten een verzoek in voor een subsidie om de door hem gemaakte landkaart van de Groninger Stad en Ommelanden uit te geven. Hij wilde daarbij een octrooi voor 25 jaar. Beckeringh kreeg 5000 carolusguldens toegekend en een octrooi van vijftien jaar. Zijn Kaart of Land Tafereel der Provincie van Groningen en Ommelanden werd voor het eerst uitgegeven in 1781, maar is feitelijk de handschriftkaart uit 1767. In de rand van de kaart beeldde hij de Groninger borgen af, vandaar dat de kaart ook wel Borgenkaart wordt genoemd. Hij droeg de kaart op aan erfstadhouder Willem V van Oranje-Nassau, diens wapen is tweemaal op de kaart afgebeeld (in de linker bovenrand en rechtsonder in een cartouche). Van de kaart zijn een aantal voorstudies overgeleverd, die geografische details bevatten die vanwege ruimtegebrek niet op de uiteindelijke kaart staan.

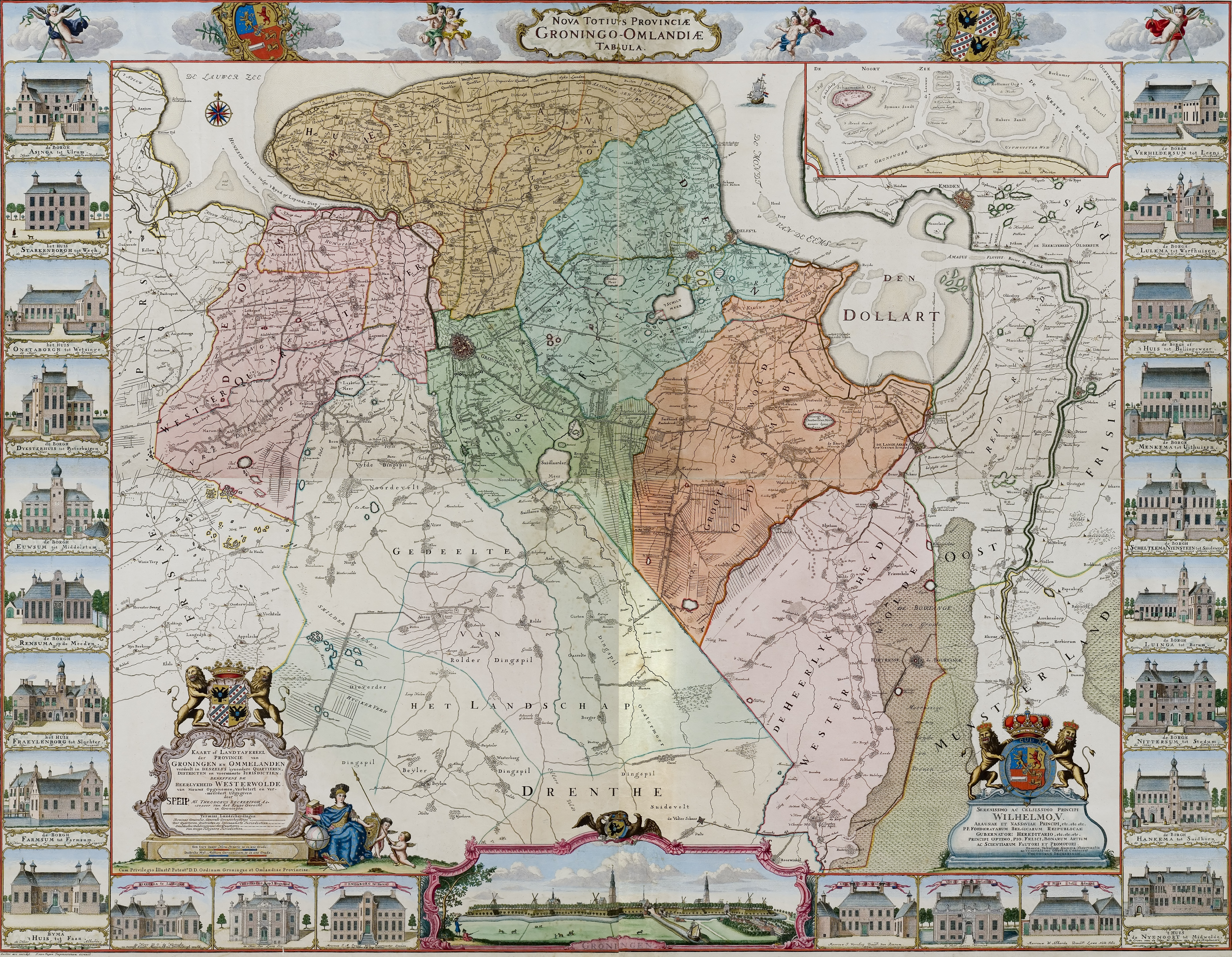
De Borgenkaart of Beckeringhkaart uit 1781
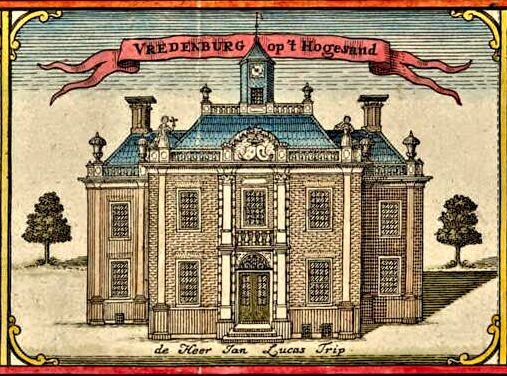
De Vredenburg op de Borgenkaart
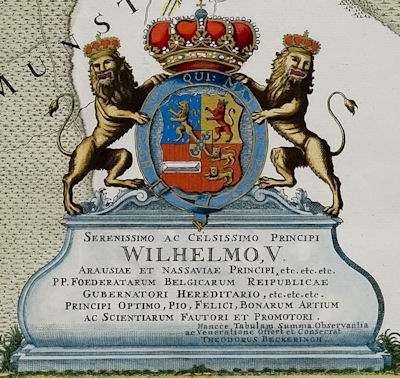
Cartouche met wapen van Willem V op de Borgenkaart

## Persoonlijk leven
Beckeringh trouwde in 1741 met Geertruida van Hulten (1717-1799), dochter van jurist en militair Lucas van Hulten en Anna Catharina van Brunsveld. Uit hun huwelijk worden twee zonen geboren, Lambertus en Lucas. Beckeringh was een zwager van Michiel van Bolhuis (1713-1764), die getrouwd was met zijn zus Allegonda.
- Biografisch Portaal: 71940128
- Gemeinsame Normdatei: 140076905
- International Standard Name Identifier: 0000 0000 6853 0842
- Library of Congress Control Number: no2017145242
- Nederlandse Thesaurus van Auteursnamen: 069766169
- RKD-Nederlands Instituut voor Kunstgeschiedenis: 113770
- Union List of Artist Names: 500046890
- Virtual International Authority File: 95991113
- WorldCat: E39PBJxhppjRP8xqQFDk7983cP